# Myrosław Kril
Myrosław Kril (ukr. Мирослав Кріль, ur. 24 maja 1974 w Czystopadach) – ukraiński dyrygent, muzyk, nauczyciel, docent. Zasłużony Działacz Sztuk Ukrainy (2009). Ludowy Artysta Ukrainy (2021).

## Biografia
Ukończył Tarnopolskie Kolegium Muzyczne im. Sołomyi Kruszelnickiej (1993), Lwowski Wyższy Instytut Muzyczny (1998, klasa prof. Jurija Łuciwa).
Pracował jako asystent-stażysta w Narodowej Honorowej Orkiestrze Symfonicznej Ukrainy i Operze Narodowej Ukrainy pod dyrekcją Iwana Hamkala. Wykładowca dyrygentury w Kijowskim Uniwersytecie Kultury i Sztuki (1999-2002), główny dyrygent chóru kameralnego (2002-2003), dyrektor artystyczny (2004-2008); główny dyrygent (od 2003) Tarnopolskiej Filharmonii Obwodowej, profesor nadzwyczajny Instytutu Sztuki Tarnopolskiego Narodowego Uniwersytetu Pedagogicznego im. Wołodymyra Hnatiuka (2008-2018); od 2008 roku wykładowca Tarnopolskiego Kolegium Artystycznego im. Sołomiji Kruszelnickiej, następnie docent Katedry Muzykologii i Metod Sztuki Muzycznej Tarnopolskiego Narodowego Uniwersytetu Pedagogicznego im. Wołodymyra Hnatiuka.
Zaaranżował i wykonał ponad 130 ukraińskich pieśni ludowych, kolęd i utworów kompozytorów narodowych. Wykonywał na dużą skalę dzieła wokalne i symfoniczne, m.in. Rewutskiego, Kusznirenki, Łysenki, Liudkewycza i innych. Przygotował utwory muzyczne z repertuaru Sołomiji Kruszelnickiej do sztuki Bohdana Melnyczuka i Iwana Lachowskiego.
Dyrygował premierami VII Koncertu skrzypcowego Myroslava Skoryka, II Koncertu fortepianowego Oleksandra Saratskiego i Koncertu fortepianowego Bohdana Filtsa.
W Akademickim Teatrze Dramatycznym w Tarnopolu wystawiał numery muzyczne sztuk Truffaldino z Bergamo C. Goldoniego (2007), За двома зайцями M. Staritskiego (2008), Zemsta nietoperza J. Straussa, ukraińskich oper Zaporoże za Dunajem S. Hulaka-Artemowskiego, i in. W Lwowskim Narodowym Akademickim Teatrze Opery i Baletu im. S. Kruszelnickiej dyrygował operami: Cyrulik sewilski G. Rossiniego, Poławiacze pereł J. Bizeta.
Główny dyrygent międzynarodowego festiwalu literacko-artystycznego „W wolnej, nowej rodzinie” (Tarnopol, 2006). Dyrygował orkiestrami: Narodowym Zespołem Solistów „Kyiv Camerata”, orkiestrami symfonicznymi Filharmonii Winnickiej, Czerniowieckiej i Krymskiej Ukrainy; Filharmonii Podkarpackiej, Podlaskiej, Sudeckiej, Pomorskiej i innych.

## Nagrody
- Ludowy Artysta Ukrainy (2021)[4][2],
- Zasłużony Działacz Sztuk Ukrainy (2009)[5][1][2],
- Ogólnopolska nagroda literacko-artystyczna im. braci Bogdana i Łewka Łepkich (2018)[6][2],
- Tarnopolska regionalna nagroda im. Sołomiji Kruszelnickiej (2012)[7][2],
- Laureat dyplomu na II Ogólnopolskim Konkursie Dyrygenckim im. Stefana Turczaka (Kijów, 1998)[1][2];
- zwycięzca konkursu „Człowiek Roku 2012” (obwód tarnopolski)[8][2];
- Medal „Za ofiarność i miłość do Ukrainy” (2022)[3];
- nagroda szefa Tarnopolskiej Obwodowej Administracji Państwowej „Chluba obwodu tarnopolskiego” (2019)[2].